# Бенуа Петерс
Бенуа Петерс (фр. Benoît Peeters; фр.: [petɛʁs]; 28 серпня 1956, Париж) — французький автор коміксів, есеїв, романів, нехудожньої літератури та радіоп'єс. Біограф Жака Дерріда та Поля Валері. З 1978 року мешкає у Бельгії.

## Біографія
Народився в Парижі, проте дитинство провів у Брюсселі, де його батько був одним з перших функціонерів майбутнього Європейського Союзу. У 12 років у колежі Дон Боско познайомився з майбутнім ілюстратором Франсуа Скойтеном, разом з яким розробив уявний часопис. Повернувся до Франції лише 1973 року. Після підготовчих курсів у ліцеї Людовика Великого та проміжного диплому з філософії, здобутого в Сорбонні, захистив диплом у Практичній школі вищих досліджень під керівництвом Ролана Барта. Його дипломна робота з семіології була присвячена аналізу коміксу Ерже «Коштовності Кастафйоре».
Його перший роман «Омнібус» був написаний у формі уявної біографії французького письменника Клода Сімона. 1976 року він вийшов друком у паризькому видавництві Мінюї. 1980 року Петерс опублікував в видавництві Robert Laffont свій другий роман «Бібліотека Віллера», присвячений Хорхе Луїсу Борхесу та Агаті Крісті.
З 1983 року працював з Франсуа Скойтеном над серією коміксів «Туманні міста», яка зробила його відомим за межами Бельгії. У вигаданому паралельному світі міста з надзвичайною архітектурою відтісняють на задній план перипетії сюжету, стаючи головними персонажами коміксів. До 2010 року в цій серії випущено 13 альбомів. 1993 року Петерс, разом з Фредеріком Буале, працював над коміксом «Любовний готель», були також спільні проєкти з Анн Балтюс та Аленом Гоффеном.
Петерс написав також декілька книг про авторів коміксів, зокрема 1983 року — Monde d'Hergé («Світ Ерже»), біографію та опис роботи художника коміксів Hergé.
2005 року створив документальний серіал для телевізійної станції ARTE, де кожен епізод змальовував художника коміків та його роботи.
2010 року він опублікував біографію Жака Дерріда, яка стала «першою великою біографією» цього французького філософа.
2014 року у видавництві Фламмаріон вийшла друком його біографія Поля Валері «Valéry. Tenter de vivre» («Валері. Намагатися жити»).

## Нагороди
- 1998 Премія Макса та Моріца, спеціальна премія журі за серію коміксів «Туманні міста»

## Твори

### Проза
- Omnibus, Minuit, 1976 (épuisé). Edition augmentée, Les Impressions Nouvelles|Impressions nouvelles, 2001.
- La Bibliothèque de Villers, Robert Laffont, 1980 (épuisé). Réédition, Labor, collection " Espace Nord ", 2012.
- Le Transpatagonien, en collaboration avec Raoul Ruiz, Les Impressions nouvelles, 2002.
- Villes enfuies, récits et fragments, Les Impressions nouvelles, 2007.

### Сценарії коміксів та ілюстровані оповідання
- Туманні міста / Les Cités obscures, avec François Schuiten, Casterman :
  - Les Murailles de Samaris, 1983.
  - La Fièvre d'Urbicande, 1985.
  - L'Archiviste, 1987.
  - La Tour, 1987.
  - La Route d'Armilia, 1988.
  - Le Musée A. Desombres (CD et album illustré), 1990.
  - Brüsel, 1992.
  - Souvenirs de l'éternel présent, 1993.
  - L'Écho des Cités, 1993.
  - Mary la penchée, 1995.
  - L'Enfant penchée, 1996.
  - Le Guide des Cités, 1996.
  - L'Ombre d'un homme, 1999.
  - Voyages en Utopie, 2000 (épuisé)
  - L'Affaire Desombres (musique de Bruno Letort, livret et DVD), 2002.
  - La Frontière invisible, deux tomes, 2002 et 2004. Réédition en un volume, 2006.
  - Les Portes du Possible, 2005.
  - Le Dossier B., film, 1996 (DVD: Les Impressions nouvelles, 2007).
  - La Théorie du grain de sable, deux tomes, 2007 et 2008. Réédition en un volume, 2009.
- Plagiat !, coscénario avec François Schuiten, dessins d'Alain Goffin, Les Humanoïdes associés, coll. " Pied jaloux ", 1989.
- Le Signe de Lucifer, dessins d'Alain Goffin, Nathan, 1990.
- Dolorès, coscénario avec François Schuiten, dessins d'Anne Baltus, Casterman, coll. " Studio (À suivre) ", 1991.
- Le Théorème de Morcom, dessins d'Alain Goffin, Les Humanoïdes associés, 1992.
- Calypso, dessins d'Anne Baltus, Casterman, coll. " Studio (À suivre) ", 1995.
- Love Hotel, avec Frédéric Boilet, Casterman, 1993. Réédition, Ego comme X, 2005.
- Tokyo est mon jardin, avec Frédéric Boilet, Casterman, 1997. Edition revue, 2002. Réédition, Ego comme X, 2011. Edition augmentée comprenant Love Hotel, Casterman, 2018.
- Demi-tour, avec Frédéric Boilet, Dupuis, coll. " Dupuis - Aire libre ", 1997. Edition revue et augmentée, 2010.
- Revoir Paris, avec François Schuiten, Casterman :
  - Revoir Paris, 2014
  - La Nuit des constellations, 2016.
- Comme un chef, dessins d'Aurélia Aurita[6], Casterman, 2018.

### Есеїстика, біографії
- Le Monde d’Hergé, Casterman, 1983. Editions revues, 1991 et 2004.
- Les Bijoux ravis. Une lecture moderne de Tintin, Magic Strip, 1984. Réédition sous le titre Lire Tintin. Les Bijoux ravis, Les Impressions nouvelles, 2007.
- Case, planche, récit. Comment lire une bande dessinée, Casterman, 1991. Edition révisée, 1998. Réédition en poche sous le titre Lire la bande dessinée, Flammarion, coll. " Champs ", 2003.
- Hitchcock, le travail du film, Les Impressions nouvelles, 1993.
- La bande dessinée, Flammarion, coll. «Dominos», 1993.
- Töpffer, l'invention de la bande dessinée, avec Thierry Groensteen, Hermann, 1994.
- Tu parles !? Le français dans tous ses états (dir. avec Bernard Cerquiglini, Jean-Claude Corbeil et Jean-Marie Klinkenberg), Flammarion, 2000. Réédition, coll. " Champs ", 2002.
- Hergé, fils de Tintin, Flammarion, 2002. Nouvelle édition, 2016. Edition en poche, coll. " Champs ", 2006.
- Nous est un autre. Enquête sur les duos d’écrivains[10] · [11]‚ avec Michel Lafon‚ Flammarion‚ 2006.
- Écrire l'image. Un itinéraire, Les Impressions nouvelles, 2009.
- Chris Ware. La bande dessinée réinventée, avec Jacques Samson, Les Impressions nouvelles, 2010.
- Derrida, Flammarion, 2010.
- Trois ans avec Derrida. Les carnets d'un biographe, Flammarion, 2010.
- Джіро Таніґучі, l'homme qui dessine, Casterman, 2012.
- Valéry. Tenter de vivre, Flammarion, 2014.
- Revoir Paris, l'exposition, avec François Schuiten, Casterman/Cité de l'Architecture et du Patrimoine, 2014.
- Raoul Ruiz le magicien, avec Guy Scarpetta, Les Impressions nouvelles, 2015.
- Machines à dessiner, avec François Schuiten, Casterman/Musée des Arts et Métiers, 2016.
- La bande dessinée entre la presse et le livre, Bibliothèque Nationale de France, 2019.
- Sandor Ferenczi. L'enfant terrible de la psychanalyse, Flammarion, 2020.
- Michel Guérard. Mémoire de la cuisine française, Albin Michel, 2020.

### Фотооповідання
- Fugues, en collaboration avec Marie-Françoise Plissart, Minuit, 1983.
- Droit de regards, en collaboration avec Marie-Françoise Plissart (suivi d'une lecture de Jacques Derrida), Minuit, 1985. Réédition, Les Impressions nouvelles, 2010.
- Prague, en collaboration avec Marie-Françoise Plissart, Autrement, 1985.
- Le Mauvais Œil, en collaboration avec Marie-Françoise Plissart, Minuit, 1986.